# Základní škola Hronov
Základní škola Hronov, celým oficiálním názvem Základní škola a Mateřská škola Hronov, okres Náchod je škola zajišťující základní úplné vzdělání žáků v 1. až 9. postupném ročníku. Škola má právní subjektivitu a jejím zřizovatelem je město Hronov. Náplní výuky na škole je poskytování základního vzdělání, mravní, estetické, zdravotní, tělesné a ekologické výchovy žáků. Mimo toto základní vzdělání umožňuje i náboženskou výuku. Cílem školy je připravovat žáky na další studium v učebních oborech nebo středních školách, případně pro praxi.

## Historie
První dochované informace o škole v Hronově se datují k roku 1651, kdy byla škola přemístěna ze stavení č.17 do staré dřevěné fary. V roce 1688 byla vedle fary postavena roubená jednotřídní škola a původní dřevěná fara stržena. Prvním učitelem byl Jan Tuček a na této škole dále působili v letech 1765–1932 i učitelé známého rodu Knahlů.
V roce 1868 byla na nynějším Komenského náměstí vystavěna zděná, jednopatrová školní budovu s pěti třídami. K této školní budově byla v 90. letech zbudována přístavba a v tomto stavu sloužila vzdělávání žactva až do konce 19. století. Se zvyšováním nároků na výuku přestala původní škola vyhovovat potřebám a město Hronov přistoupilo k výstavbě nové školní budovy. Proto byla vypsána soutěž na projekt. Z 31 dodaných prací získal 1. cenu a odměnu 400 K projekt s názvem Našim horám od hronovského stavitele Bohumila Kubečka. Kubeček také stavbu v letech 1903 až 1904 realizoval. Zdobnou novorenesanční fasádu provedl J. Beran z Pardubic.
20. července 1903 bylo započato s výkopem základů a následně s vyzdívkou. 31. srpna 1903 byl položen základní kámen nové školy se schránkou obsahující listiny o založení školy. Město Hronov si na výstavbu školy vypůjčilo 300 000 korun s úrokem na 4 % od Zemské banky.
Kolaudace se uskutečnila dne 15. října 1904. Slavnostní otevření školní budovy proběhlo 17. září 1904, kdy starosta Hronova Adolf Klikar předal klíč od školy řediteli školy Karlu Bělohrádkovi (do funkce jmenován 20. října 1900). Tato událost neunikla pozornosti Aloise Jiráska, vlastence, který k této příležitosti zaslal městu a škole pozdravný list:
| „               | Srdečně gratuluji k dokončení díla, jež bude Hronovu vždy krásným svědectvím jeho péče o vzdělání. Nechť nová škola prospívá a vzkvétá ku blahu naší mládeže a našeho národa. | “ |
| — Alois Jirásek | |   |

V prvních letech po otevření navštěvovalo školu 350 žáků v pěti třídách. V období 1. světové války a následném meziválečném období kolísal počet žáků mezi 330–352. V období okupace poklesl počet žáků až na 186 a následně se zvyšoval až na 765 žáků v 60. letech.
V roce 1948 získala škola vlastní zahradu/sad. V roce 1968, byla v sadě postavena chata. V letech 1958–1959 byl první stupeň školy (1. až 5. ročník) přestěhován do prostor v Palackého ulici. V prostorách školy byla zahájena svépomocná výstavba pavilonu školních dílen, které byly otevřeny 28. října 1960. Zajímavostí je, že tato škola měla od školního roku 1962/1963 vlastní zubní ambulanci, zdroje však neuvádějí, byla-li ambulance později zrušena nebo je-li v provozu dodnes.
Školní budova v Palackého ulici prošla generální opravou a v letech 1981–1982 byly započaty práce na stavbě nové tělocvičny, která byla otevřena v roce 1984. Pro rozvoj výuky v souladu s rozvojem výpočetní techniky byly v letech 1999–2000 zbudovány dvě počítačové učebny v prostoru nad garážemi.
V roce 2012 proběhla rekonstrukce fasády školy, která byla následně vyhlášena v kategorii historických staveb Fasádou roku 2013.

## Popis
Základní škola sestává z několika budov. V hlavní historické budově (na hronovském náměstí) sídlí 2. stupeň, v další budově (za budovou druhého stupně) je umístěn 1. stupeň. Napravo, vedle budovy 2. stupně, je hotelová škola, kde učni vaří obědy pro žáky ZŠ Hronov.
- 1. stupeň – Palackého ulice: třípatrová budova s šedou fasádou. K budově 1. stupně patří také největší tělocvična v Hronově.
- 2. stupeň – náměstí Čs. armády: Velká budova v novorenesančním slohu, má věž, která je vysoká 46 metrů a 3 patra. V suterénu má šatny a pod střechou velkou půdu. U této budovy je také menší tělocvična.
- Školní zahrada – Ke škole patří zahrada umístěná na kopci. Uprostřed zahrady je malá dřevěná chata natřená na hnědo. Na zahradě je několik ovocných stromů a malé pole, v dolní části zahrady (zahrada je na strmém svahu) jsou keře a pár stromů (jedle a smrky) a úplně dole zeravy.
- Školní družina – Čapkova ulice; družina se nachází za Jiráskovou jídelnou. Je to malá budova s jedním patrem a je obložená dřevem a natřená na hnědo. Uvnitř je jedna velká společenská místnost a jedna menší místnost s televizí. Okolo je zahrada, les, louka a 2 další staré budovy. je určena jen pro žáky 1. stupně.